# Statut du Conseil de l'Europe
Le statut du Conseil de l'Europe, ou Traité de Londres du 5 mai 1949, dans la numérotation des traités du Conseil de l'Europe STE no 001, est le traité instituant le Conseil de l'Europe. Accompagné, amendé et complété par d'autres textes, il régit le fonctionnement des organismes qui composent ce Conseil.

## Historique
En 1964, la date anniversaire de la signature du traité (le 5 mai) devient la Journée de l'Europe. En 1985, l’Union européenne décide d’avoir sa propre journée, qu’elle célèbre le 9 mai.

## Contenu de l’accord
L'introduction rappelle un attachement au valeurs de paix, de justice et de coopération internationale, mais aussi aux valeurs spirituelles et morales du patrimoine commun de l'Europe, grâce auxquelles furent posés les principes démocratiques de liberté individuelle, de liberté politique et de prééminence du droit. Dès cette introduction apparaît la notion de "progrès social".
L'article premier pose comme but du Conseil de l'Europe la réalisation d'une union plus étroite entre ses membres autour de ces idéaux et principes; cela sera poursuivi, précise-t-il, au moyens des organes du Conseil, et par une action commune dans les domaines économiques, social, culturel, scientifique, juridique et administratif. Une place particulière est donnée à la sauvegarde et au développement des droits de l'homme et des libertés fondamentales. Il est rappelé que cela ne doit pas altérer la contribution à l'œuvre des Nations unies. Enfin, les questions de défense nationale ne sont pas de la compétence du Conseil de l'Europe.

## Accords et résolutions à valeur statutaire complémentaires
En plus du statut, le fonctionnement du Conseil de l'Europe est régi par un ensemble de textes adoptés ultérieurement. Ceux-ci ont des objectifs divers allant de la modification de la répartition des sièges au sein de l'Assemblée après une adhésion à l'ajout de statut spéciaux pour les États souhaitant avoir le statut d'observateur. Ceux-ci sont, dans l'ordre chronologique de leur adoption :
- l'Accord spécial relatif au Siège du Conseil de l'Europe, numéroté STE no 003.
- un premier amendements au Statut du Conseil de l'Europe, numéroté STE no 006.
- un second amendements au Statut du Conseil de l'Europe, numéroté STE no 007.
- un ensemble de « textes de caractère statutaire adoptés par le Comité des Ministres lors de ses 8e et 9e sessions, et destinés à trouver ultérieurement leur place dans un Statut révisé », numéroté STE no 008.
- un troisième amendements au Statut du Conseil de l'Europe, numéroté STE no 011.
- une résolution statutaire n° (93) 26 relative au statut d'observateur.
- une résolution statutaire n° (93) 27 sur les majorités requises pour des décisions du Comité des Ministres.
- une résolution statutaire n° (93)28 sur les accords partiels et élargis.
- le texte CM/Res(2011)2 relative au Congrès des pouvoirs locaux et régionaux du Conseil de l'Europe.
- l'annexe au CM/Res(2011)2 - Charte du Congrès des pouvoirs locaux et régionaux du Conseil de l'Europe.

## Sources